# Orde van Militaire Dapperheid
De Orde van Militaire Dapperheid of "Nishan-i-Shuja'at" is een onderscheiding die door de Afghaanse Koning Amanu'llah in 1919 in een enkele graad werd ingesteld als een beloning voor betoonde moed op het slagveld. In 1919 was de Tweede Afghaanse Oorlog uitgebroken. Mede hierdoor werd de orde in 1923 met vier graden uitgebreid, totdat de orde met de Afghaanse monarchie ten onder ging.